# Ярошевський Богдан-Валеріан Ромуальдович
Богдан-Валеріан Ромуальдович Ярошевський, відомий як Богдан Ярошевський, псевд. Степан Загородний (1869–1914) (газета «Діло» № 229 1915 пише, що він народився у грудні 1870 і помер 30.11.1914) — український політично-громадський діяч і письменник родом зі сполонізованої української родини на Поділлі. Також поет, видавець, журналіст.

## Біографія
Навчався у гімназії в Кам'янці-Подільському, але не закінчив. Гуртував та українізував українців польської культури й став лідером організованої ними Української Соціалістичної Партії й редактором її органу «Добра Новина»; співробітник журналу «Przegląd krajowy». Ярошевський автор віршів й оповідань в «Раді», «Громадська Думці», «ЛНВ», «Добрій Новині» тощо. Помер від сухот.